# Apriti cielo!
Apriti cielo! è un singolo del gruppo musicale italiano La Rappresentante di Lista, pubblicato il 27 novembre 2015 come secondo estratto dal secondo album in studio Bu Bu Sad.

## Descrizione
Terza traccia del disco, il testo del brano rappresenta a detta del duo l'invocazione di un evento straordinario, quasi impossibile, magico:

## Video musicale
Il video, diretto da Manuela Di Pisa, è stato pubblicato il 30 novembre 2015 attraverso il canale YouTube della Garrincha Dischi.

## Tracce
Testi e musiche di Veronica Lucchesi e Dario Mangiaracina.
1. Apriti cielo! – 3:28
2. Non mi riconosci – 3:40

## Formazione
Gruppo
- Veronica Lucchesi – voce, cori, sintetizzatore, percussioni
- Dario Mangiaracina – guitalele, pianoforte, fisarmonica, Farfisa, sintetizzatore, cori

Altri musicisti
- Enrico Roberto – arrangiamento aggiuntivo, MS20, OP-1, cori
- Roberto Cammarata – programmazione, basso, Virus, Minibrute, cori, dita
- Matteo Costa Romagnoli – programmazione, cori
- Francesco Brini – batteria, percussioni
- Enrico Lupi – tromba, flicorno soprano, sintetizzatore
- Giuseppe Durante – basso tuba
- Nicola "Hyppo" Roda – programmazione, cori
- Elia Della Casa – sassofono baritono

Produzione
- Roberto Cammarata – produzione artistica
- Matteo Romagnoli – produzione artistica
- La Rappresentante di Lista – produzione artistica
- Nicola "Hyppo" Roda – registrazione, missaggio
- Francesco Brini – mastering